# Estrambina di San Martino
Estrambina di San Martino (Strambino, ... – XIV secolo) è stata una nobildonna italiana, madre di Luigi, fondatore della dinastia dei Gonzaga.

## Biografia

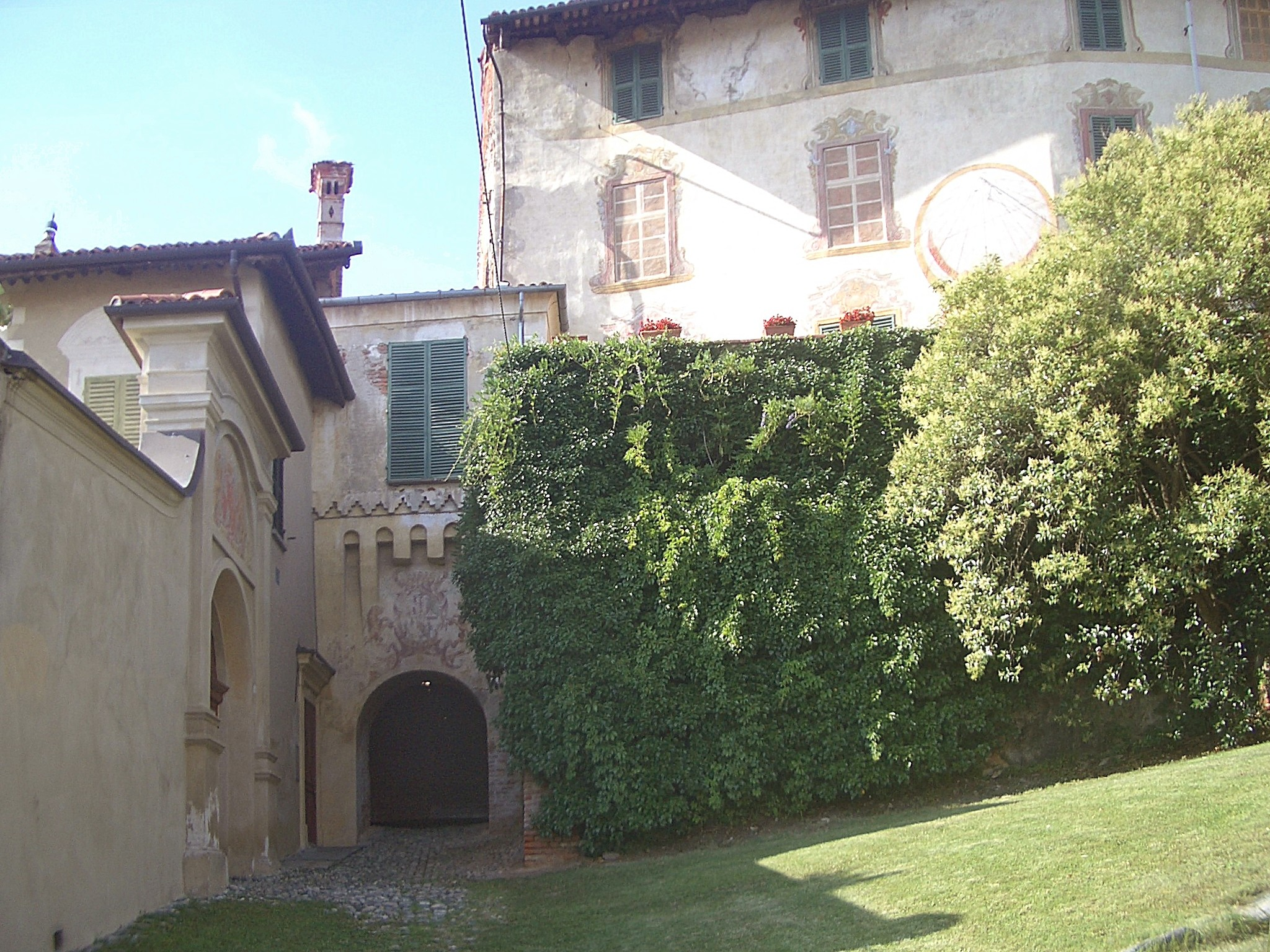
Castello di Strambino

Stemma adottato da Luigi Gonzaga dal 1328 al 1389

Era figlia di Strambino, dei conti San Martino di Strambino

## Discendenza
Sposò in prime nozze Guido Corradi ed ebbero cinque figli:
- Abramino, giureconsulto;
- Luigi (1268-1360), divenne primo capitano del popolo di Mantova. Fu il fondatore della dinastia dei Gonzaga;
- Gualtiero, giureconsulto;
- Petronio (Piergiovanni o Petrozzano), canonico della cattedrale di Como;
- Gentile
- Mabelona, sposò Pietro Bonacolsi[1]

Guido sposò in seconde nozze Tommasina di Ottobuono da Oculo, nobile mantovana, dalla quale non ebbe figli.